# Добой
Добой (босн. Doboj, серб. Добој, хорв. Doboj) — город на севере Боснии и Герцеговины, в Республике Сербской. Расположен на реке Босна. Крупный железнодорожный узел.

## История
Впервые Добой упомянут в 1415 году в одном из документов Дубровницкой республики, хотя археологические раскопки свидетельствуют, что поселение на месте современного города существовало ещё в раннем каменном веке. В I столетии нашей эры в окрестностях сегодняшнего Добоя существовал римский военный лагерь (каструм) и поселение (лат. Canabea). После прихода славян в VI веке поселение стало частью Усорской бановины.
Добойская крепость была впервые построена в начале XIII века, затем расширена в 1415 году; пала в 1476 году под натиском турок, чтобы в 1490 году быть расширенной вновь. Крепость надолго стала препятствием для завоевателей с севера: сначала для венгров, а затем для империи Габсбургов. Множество битв произошло в окрестностях Добоя, пока город вместе со всей Боснией и Герцеговиной не стал частью Австро-Венгрии в 1878 году.
В Первую мировую войну в Добое располагался самый большой австрийский концентрационный лагерь для сербов, через который прошли порядка 46 тысяч человек.
Во время Второй мировой войны Добой, входящий в жупань Усора-Соли, был важным центром партизанского движения. Освобождён 17 апреля 1945 года.
Во время Боснийской войны город, контролировавшийся сербами, обстреливался хорватской и боснийской армиями. По результатам Дейтонских соглашений Добой вместе с большей частью общины был включён в состав Республики Сербской.

## Население

### Община
Население общины Добой в 1971—1991 годах:
| Год переписи | Всего   | Сербы            | Боснийцы         | Хорваты          | Югославы       | Другие         |
| ------------ | ------- | ---------------- | ---------------- | ---------------- | -------------- | -------------- |
| 1991         | 102 549 | 39 820 (38,83 %) | 41 164 (40,14 %) | 13 264 (12,93 %) | 5 765 (5,62 %) | 2 536 (2,47 %) |
| 1981         | 99 548  | 39 224 (39,40 %) | 35 742 (35,90 %) | 14 522 (14,58 %) | 8 064 (8,10 %) | 1 996 (2,00 %) |
| 1971         | 88 985  | 39 884 (44,82 %) | 32 418 (36,43 %) | 14 754 (16,58 %) | 1 124 (1,26 %) | 805 (0,90 %)   |

### Город
По переписи 1991 года в самом городе проживали 27 498 человек, из которых 11 154 (40,56 %) были боснийцами, 8 011 (29,13 %) — сербами, 4 365 (15,87 %) объявили себя югославами, 2 714 (9,87 %) — хорватами.
Сегодня подавляющее большинство населения города составляют сербы.
Численность населения города по переписи 2013 года составила 26 987 человек, общины — 77 223 человека.

## Галерея
- Добойская крепость
- Вид на город
- Панорама Добоя

## Известные уроженцы
- Индира Радич (род. 1966) — боснийская поп-фолк певица сербского происхождения